# Walter Beerli
Walter Beerli (ur. 23 lipca 1928 roku, zm. 1995) – były szwajcarski piłkarz występujący na pozycji napastnika. Uczestnik Mistrzostw Świata 1950.